# 穴 (ルイス・サッカー)
『穴 HOLES』(英: Holes) は、ルイス・サッカーによるジュブナイル小説である。1998年に初版が出版され、同年の全米図書賞児童文学部門、1999年にはニューベリー賞を受賞している。もともとは、"Wrong Place, Wrong Time, Wrong Kid"という題名にされる予定だった。2003年、ウォルト・ディズニー・ピクチャーズによって映画化されている。

## あらすじ
スタンリー・イェルナッツは、貧乏な家生まれで、大柄の中学生の男の子。この家の者は、何かと不運に見舞われやすく、そんなときは、いつもスタンリーのひいひいじいさんのせいにするのがお決まりになっている。そんなスタンリーは、野球選手のクライド・リヴィングストンが孤児院に寄付した靴一足を盗んだと間違われ、逮捕されてしまう。
その罰として、スタンリーはグリーン・レイク・キャンプに送られる。そこは、名前とは裏腹に、不毛の大地のど真ん中にある少年矯正施設である。スタンリーはそこで、Dテントの仲間たちにだんだんと受け入れられていく。同時に、彼は、指導員のミスター・ペンダンスキーや他の収容生からは頭が空っぽだといって相手にされていない「ゼロ」と呼ばれる少年と親しくなる。

## 場面設定
グリーン・レイク・キャンプは、テキサス州の干上がった湖にある。現在ではその場所には緑も湖もない。焼けつくような太陽が照りつけ、雨は100年以上も降っておらず、2本のオークの木が作る唯一の日陰は、そこの所長が専有している。

## 映画
2003年、ウォルト・ディズニー・ピクチャーズが『穴』を映画化した。監督はアンドリュー・デイヴィス。

## 続編
この本の続編として、スタンリーのその後を描いた『道』(原題: Stanley Yelnats' Survival Guide to Camp Green Lake) (2003年) と、グリーン・レイク・キャンプの仲間が主人公の『歩く』(原題: Small Steps) (2006年)が出版されている。